# Szélesmező
Szélesmező (1899-ig Valopolya, szlovákul: Veľopolie) község Szlovákiában, az Eperjesi kerület Homonnai járásában.

## Fekvése
Homonnától 8 km-re északkeletre, a Laborc bal partján fekszik.

## Története
1430-ban már „Szélesmező” néven említik először. Ezen a néven szerepel 1557-ben is, amikor az adót nem fizető települések között sorolják fel. A Drugethek homonnai uradalmához tartozott. A falut a 17. századtól kezdik szlovák nevén említeni, így 1630-ban „Weliepolia” néven említik. A Drugethek után a Szirmayaké, akik 1701-ben templomot is építtettek a községnek. 1715-ben 10 adózója volt. 1773-ban „Welopolya” néven találjuk. 1784-ben 44 ház állt a faluban 356 lakossal.
A 18. század végén Vályi András így ír róla: „VELYOPOLYA. Tót falu Zemplén Várm. földes Urai Gr. Csáky Uraság, és a’ Plébánia, lakosai katolikusok, kevés oroszok, fekszik n. kel. Lubiséhez 1/4, n. ny. Kochanóczhoz 3/4 órányira; határja 3 nyomásbéli, földgye hegyes, agyagos, és követses, gabonát, és zabot középszerűen, búzát, árpát tsekélyen terem; erdeje kevés, piatza Homonnán 1/4 órányira.”
1808-ban „Welopole” alakban szerepel a korabeli forrásokban. 1828-ban 47 házában 380 lakos élt.
Fényes Elek 1851-ben kiadott geográfiai szótárában így ír a faluról: „Velopolya, Zemplén v. tót falu, ut. p. Homonnához északra 1 órányira: 342 romai, 40 g. kath., 20 zsidó lak. 662 h. szántóföld. Jó rét a Laborcza mentiben. F. u. Szirmay és a homonnai plebánia.”
1890-ben 216 a lakosainak száma, akik főként mezőgazdasággal, seprűkötéssel, vesszőfonással foglalkoztak. Később főként Homonna üzemeiben dolgoztak.
Borovszky Samu monográfiasorozatának Zemplén vármegyét tárgyaló része szerint: „Szélesmező, előbb Velyopolya. Laborczmenti tót kisközség, 38 házzal s 234 róm. kath. vallású lakossal. Postája és vasúti megállója Udva, távírója Homonna. A homonnai uradalom tartozéka volt, de a XVII. század végén Izdenczy Miklósnak is volt benne része. Ez időben Weliepolia alakban találjuk feljegyezve. Azután a gróf Csákyaké lett s most Szirmay Pálnak van itt nagyobb birtoka. Az 1873-iki kolerajárvány sok lakosát ölte ki. Róm. kath. templomát gróf Csáky István 1775-ben építtette.”
1920 előtt Zemplén vármegye Homonnai járásához tartozott.
Az iskola 1967-ben, a kultúrház 1983-ban épült.

## Népessége
| Év:            | 1994. | 2004.   | 2014.    | 2024.   |
| -------------- | ----- | ------- | -------- | ------- |
| Emberek száma: | 311   | 321     | 363      | 377     |
| Eltérés:       |       | +3,21 % | +13,08 % | +3,85 % |

| Év:            | 2023. | 2024.   |
| -------------- | ----- | ------- |
| Emberek száma: | 374   | 377     |
| Eltérés:       |       | +0,80 % |

1910-ben 221, túlnyomórészt szlovák lakosa volt.
2001-ben 318 szlovák lakosa volt.
2011-ben 342 lakosából 338 szlovák.

## Nevezetességei
- Római katolikus temploma 1701-ben épült barokk stílusban. 1776-ban átépítették, ekkor épült tornya is. 1970-ben a régi templomot modern templommá építették át.

## Külső hivatkozások
- Hivatalos oldal
- E-obce.sk Archiválva 2013. június 7-i dátummal a Wayback Machine-ben
- Községinfó
- Szélesmező Szlovákia térképén
- Travelatlas.sk